# Bubblegum Crisis
Bubblegum Crisis (バブルガムクライシス?, Baburugamu Kuraishisu) è un anime di genere cyberpunk del 1987 ambientato in una futura Tokyo ribattezzata "MegaTokyo". Grazie al successo ottenuto dal primo OAV di 46 minuti, Bubblegum Crisis ha generato una serie di sequel e spin-off.
L'anime nasce da un soggetto originale, pertanto non esiste un manga legato a Bubblegum Crisis. Per sopperire a tale mancanza negli Stati Uniti la Dark Horse Comics ha prodotto il fumetto Bubblegum Crisis: Grand Mall.

## Trama
MegaTokyo 2032: per contrastare la mega-corporazione Genom ed i suoi cyborg detti "boomer", che spesso vanno fuori controllo, viene costituito un nuovo gruppo di difesa fuorilegge che combatte il crimine sotto il nome in codice Knight Sabers. Le componenti di questo team sono quattro spietate e sensuali ragazze: Priss, Linna, Sylia e Nene, tutte armate ed equipaggiate con "Hardsuit", potenti armature potenziate. Ovviamente le vicende sentimentali delle quattro ragazze si intrecceranno spesso nel loro "lavoro", spesso ostacolato anche dalla polizia.

## Personaggi
- Priscilla Asagiri

Doppiata da Ohmori Kinuko (giapponese), Barbara De Bortoli (italiano)
La più forte fra le Knight Sabers, Priss sembra combattere senza tenere troppo per la propria vita. Normalmente è una cantante rock dal look estroso e provocante, piuttosto asociale e indisciplinata, ma diventa incredibilmente generosa e coraggiosa quando si tratta di aiutare quelle che lei considera sue amiche.
- Sylia Stingray

Doppiata da Sakakibara Yoshiko (giapponese), Antonella Baldini (italiano)
Leader delle Knight Sabers, Sylia è la figlia (nonché aiutante) del dr. Katsuhito, ideatore e sviluppatore delle Hard Suit. Apparentemente è fredda e distaccata, tuttavia è una ragazza che ha molto a cuore le sue amiche e compagne, benché tenda a nasconderlo.
- Linna Yamazaki

Doppiata da Michie Tomizawa (giapponese), Ilaria Latini (italiano)
Linna è forse la più agile fra le Sabers, sicuramente non la più forte, ma come tecnica non la batte nessuno. Questo grazie ad anni ed anni di allenamento come ballerina. Linna è sicuramente la più socievole fra le quattro, anche se spesso appare un po' troppo superficiale, preoccupata solo per vestiti, soldi e fidanzati.
- Nene Romanova

Doppiata da Akiko Hiramatsu (giapponese); Federica De Bortoli (italiano)
Nene è l'esperta di informatica del gruppo, tanto da lavorare anche per l'AD Police (il che fornisce un aggancio a Sylia all'interno dell'ADP). Nene è poco più che adolescente, ma ha falsificato la propria età in quasi tutti i documenti ufficiali. Non è molto forte in combattimento, e la maggior parte del suo Hard Suit è occupato da sistemi elettronici.

## Episodi
| Nº | Titolo italiano | Pubblicazione    | Pubblicazione |
| Nº | Titolo italiano | Giapponese       |               |
| 1  | Tinsel City | 25 febbraio 1987 |               |
| 1  | Le Knight Sabers vengono assunte per salvare una ragazzina rapita da un gruppo di malviventi, ma la piccola non è esattamente ciò che sembra essere...                                 |                  |               |
| 2  | Born to Kill | 5 settembre 1987 |               |
| 2  | Un'amica di Linna, sta minacciando la Genom di rivelare alcuni segreti che hanno portato alla morte il suo fidanzato. Genome tuttavia ha intenzione di ridurre al silenzio la ragazza. |                  |               |
| 3  | Blow Up | 5 dicembre 1987  |               |
| 3  | Le Knight Sabers attaccano la Genom Tower per porre fine alla terribili macchinazioni del presidente della Genom Brian J. Mason.                                                       |                  |               |
| 4  | Revenge Road | 24 luglio 1988   |               |
| 4  | Un pilota modifica la propria automobile in un'arma di vendetta contro la banda di motociclisti di MegaTokyo, ma l'automobile sviluppa una personalità propria.                        |                  |               |
| 5  | Moonlight Rambler | 25 dicembre 1988 |               |
| 5  | Un killer sta prosciugando il sangue dalle proprie vittime come fosse un vampiro. Inoltre due androidi sono fuggiti e sembrano avere qualcosa a che fare con l'assassino.              |                  |               |
| 6  | Red Eyes | 30 agosto 1989   |               |
| 6  | Un gruppo di false Knight Sabers stanno rovinando la reputazione del gruppo. |                  |               |
| 7  | Double Vision | 14 marzo 1990    |               |
| 7  | Una cantante arriva a Megatokyo con desideri di vendetta, e porta con sé diverse armi micidiali.                                                                                       |                  |               |
| 8  | Scoop Chase | 30 gennaio 1991  |               |
| 8  | Un ambizioso scienziato ed un aspirante reporter organizzano un piano ai danni delle Knight Sabers per avere il proprio scoop.                                                         |                  |               |

## Colonna sonora
- Sigle di apertura

Konya wa Hurricane cantata da Kinuko Oomori (ep 1)
Mad Machine cantata da Kinuko Oomori (ep 2)
CRISIS ~ Ikari wo Komete Hashire cantata da Yuiko Tsubokura (ep 4)
Mysterious Night cantata da the Knight Sabers (ep 5)
Say Yes! cantata da Maiko Hashimoto (ep 7)
Bye Bye My Crisis cantata da the Knight Sabers (ep 8)
- Sigle di chiusura

Mr. Dandy cantata da Bluew (ep 1)
Kizudarake no Wild cantata da Kinuko Oomori (ep 2)
Wasurenaide cantata da Oomori Kinuko (ep 3)
Twilight cantata da Tsubokura Yuiko (ep 4)
Omoide ni Dakarete cantata da Tsubokura Yuiko (ep 5)
Rock Me cantata da Yuiko Tsubokura (ep 6)
Never the End cantata da Maiko Hashimoto (ep 7)
Chase the Dream cantata da Kinuko Oomori (ep 8)